# Mazatán (kommun i Mexiko, Chiapas, lat 14,88, long -92,47)
Mazatán är en kommun i Mexiko.   Den ligger i delstaten Chiapas, i den sydöstra delen av landet, 900 km sydost om huvudstaden Mexico City.
Följande samhällen finns i Mazatán:
- Mazatán
- Guanacastal 1ra. Sección
- San José de los Llanos
- San José el Hueyate
- Cuatro Caminos
- San Andrés Suyacal
- Santa Clara
- Paxtal
- Guadalupe
- Chuniapa
- Jardín las Flores
- Emiliano Zapata
- La Gloria
- Lázaro Cárdenas
- Rogelio Peñalosa Arroyo
- Dorados de Villa
- 19 de Abril
- Balneario Barra de San Simón
- Las Carolinas
- Genaro Vázquez Rojas
- Vicente Guerrero